# 50年のモヤモヤ映像大放出! この手の番組初めてやりますSP
『50年のモヤモヤ映像大放出! この手の番組初めてやりますSP』（ごじゅうねんのもやもやえいぞうだいほうしゅつ! このてのばんぐみはじめてやりますスペシャル）は、2014年3月2日の18:30 - 22:00(JST)に、テレビ東京系列、テレビ和歌山にて放送されたバラエティ番組である。正式タイトルは『テレビ東京開局50周年記念番組 50年のモヤモヤ映像大放出! この手の番組初めてやりますSP』（てれびとうきょうかいきょくごじっしゅうねんきねんばんぐみ - ）。テレビ東京開局50周年記念番組として放送された。通称『モヤモヤ映像大放出!』。

## 概要
本番組は、同局で毎週日曜18:30 - 19:54放送中の『モヤモヤさまぁ〜ず2』をベースにした開局50周年記念番組である。テレビ東京のアーカイブスに残っている過去の番組のVTRを取り上げ、そこから「テレ東っぽさ」を探りあてていく。また、番組の形式上では『モヤさま』とのオムニバス構成で放送され、本編は18:51頃から放送された。
『モヤさま』パートでは、天王洲周辺でのロケを行っていたさまぁ〜ずに、番組プロデューサーの伊藤隆行から「さまぁ〜ずがMCのテレビ東京の開局記念特番を今日収録する」ことを伝えられるところから始まる。突然の指令に戸惑うさまぁ〜ずだったが、そのまま収録場所のテレビ東京天王洲スタジオへ向かい、「テレビ東京とはどんなテレビ局なのか」を知るべくロビーでテレビ東京の歴史を簡単にまとめたVTRを観賞。そして、スタジオに入ってタイトルコールをしてから本編がスタートした。
また、番組内では1975年に「独占!男の時間」で局部を露出してテレビ東京を出入禁止になっていた笑福亭鶴瓶について取り上げ、当時の関係者の証言を元にした再現VTRを放送、その後鶴瓶本人がスタジオに登場して事件の顛末についてトークした。これにより、鶴瓶はテレビ東京への出入禁止を解除され、同局のゴールデンタイムに初出演を果たした。
なお、本番組で紹介された番組の一部は同年4月12日に同局で放送されたドキュメンタリー系番組『テレビ東京"50人の証言"』でも放送された。
2016年2月21日には、同年秋の新社屋移転を前にして、ほぼ同じ時間帯（18:30 - 21:48）で『テレビ東京52年分の映像大放出!モヤモヤ映像廃棄センター〜こんなVTR新社屋に持って行けません〜』として2年ぶり2回目の登場。司会は引き続き、さまぁ〜ずが担当。

## 出演者
※ゲスト紹介の際に記された番組名・テレ東歴も表記。

### MC
- さまぁ〜ず（三村マサカズ・大竹一樹）（23年）

### アシスタント
- 大橋未歩 （テレビ東京アナウンサー）

### スタジオパネラー
- 所ジョージ - 『ドバドバ大爆弾』（35年）
- テリー伊藤 - 『世紀のそっくり人間大集合』（33年）
- 井森美幸 - 『徳光和夫の情報スピリッツ』（29年）
- 蛭子能収 - 『ローカル路線バス乗り継ぎの旅』（25年）※初出演番組のドラマ『妻をめとらば』も紹介された。
- 山田五郎 - 『出没!アド街ック天国』（19年）
- 児嶋一哉（アンジャッシュ） - 『所さんの学校では教えてくれないそこんトコロ!』（10年）
- 平愛梨 - 『ザ・ミュージック』（6年）
- 小島瑠璃子 - 『東京都さまぁ〜ZOO』（4年）

### 特別ゲスト
- ビートたけし - VTRと番組終盤のスタジオに登場
- 笑福亭鶴瓶 - 番組中盤から、テレビ東京のゴールデンタイムの番組に初めて出演。
- あのねのね（清水国明・原田伸郎）
- 布川敏和
- キューティー★マミー（松本伊代・早見優・堀ちえみ）
  - 上記6名は「ヤンヤン歌うスタジオ」のパートのみ出演
- 田原総一朗（50年）- 番組終盤

### VTR出演
- 大江麻理子（テレビ東京アナウンサー）
- とんねるず（石橋貴明・木梨憲武）
- SMAP（中居正広・木村拓哉・稲垣吾郎・草彅剛・香取慎吾）
- ビートきよし - たけしのVTR企画の後半に登場
- 水道橋博士（浅草キッド）
- 島川哲雄（元テレビ東京社員、「独占!男の時間」ディレクター）
- 長谷直美
- 木下隆行（TKO） - 再現VTR出演。笑福亭鶴瓶役
- 田中直樹（ココリコ） - 再現VTR出演。島川哲雄役
- 上島竜兵（ダチョウ倶楽部） - 再現VTR出演。山城新伍役
- ノッチ（デンジャラス） - 再現VTR出演。ディレクター役

### その他
- 狩野恵里（テレビ東京アナウンサー）
- 伊藤隆行
  - 上記2名は『モヤモヤさまぁ〜ず2』パートに出演
- イジリー岡田 - 客席で観覧

### ナレーター
- 槇大輔
- ショウ君
- 松丸友紀（テレビ東京アナウンサー）

## 取り上げた番組
1. テレビ東京50年の歴史を振り返る[3]
  - プレイガール
  - ハレンチ学園
  - ギルガメッシュNIGHT
  - 1994 FIFAワールドカップ アジア地区最終予選『日本vsイラク』（ドーハの悲劇） - テレビ東京歴代視聴率第1位
  - 映画『エマニエル夫人』 - 歴代視聴率第9位
2. 素人にたよりすぎる[4]
  - YOUは何しに日本へ?
  - 世界ナゼそこに?日本人 〜知られざる波瀾万丈伝〜
  - アイデア買います[5] - テレビ東京初の素人参加番組
  - 街ぐるみワイドショー
  - ドバドバ大爆弾
  - 世紀のそっくり人間大集合 - テレビ東京初のものまね特別番組
  - 全日本そっくり大賞
  - 決定!外国人歌謡大賞
  - 激突!!第3回全日本トラックレースグランプリ
  - 大食い選手権
  - TVチャンピオン
  - 愛の貧乏脱出大作戦
  - 開運!なんでも鑑定団
  - 田舎に泊まろう!
  - ローカル路線バス乗り継ぎの旅 - 素人以上に素人な蛭子能収として紹介
3. 狭い分野を掘り下げすぎる
  - 出没!アド街ック天国
  - 柔道グランドスラム
  - 世界卓球
  - 三菱ダイヤモンド・サッカー
  - 女子プロレス中継
  - 国際プロレスアワー
  - 東京箱根間往復大学駅伝競走
  - 独占生中継 隅田川花火大会
  - タモリの音楽は世界だ
  - クイズところ変れば!?
  - ニョキニョキ植物王国
  - 日米対抗ローラーゲーム
  - ローラーゲーム 地上最速格闘技・日米オールスター戦
4. とんがった企画をやりすぎる
  - ミエと良子のおしゃべり泥棒
  - 気分はパラダイス
  - 空から日本を見てみよう
  - 世界の海底を行く
  - 独占!男の時間
  - さんまのサタデーナイトショー
  - 出動!ミニスカポリス
  - ギルガメッシュNIGHT
  - 浅草橋ヤング洋品店
  - 日曜ビッグスペシャル（ビートたけしの家庭でできる家族対抗いじわるゲーム大会、いじわる大挑戦）

笑福亭鶴瓶テレビ東京出入り禁止の真相
- 独占!男の時間
- きらきらアフロTM

音楽番組「ヤンヤン」の歴史
- ヤンヤン歌うスタジオ
- ASAYAN

SMAPとテレビ東京
- あぶない少年III
- 歌のビッグファイト!
- POP CITY X
- 映画みたいな恋したい ～ロミオとジュリエット～
- SMAPの学園キッズ
- 愛ラブSMAP!
- 第11回 メガロポリス歌謡祭

テレビ東京の名物アニメ
- まいっちんぐマチコ先生
- キャプテン翼
- ポケットモンスター

大物芸能人の貴重映像
- いかりや長介 野生のアフリカ大冒険
- キャディ 青木功/小田和正
- 金曜スペシャル 決定版これが高倉健だ

田原総一朗 テレ東社員時代に作り出した問題番組
- 金曜スペシャル
- ドキュメンタリー青春
- ドキュメンタリー・ナウ!

など

## 主なスタッフ
- 構成：伊藤正宏、そーたに、北本かつら
- ブレーン：鈴木おさむ、〆さばアタル、アル北郷
- EED・MA：テクノマックスビデオセンター
- 音効：村松聡（佳夢音）
- 技術協力：テクノマックス
- 美術・照明協力：テレビ東京アート
- 協力：読売新聞社、朝日新聞社、東京新聞（中日新聞社）、日本テレビ、茨城県さしま自然少年の家、茨城県堺町
- 番宣：渡邊聖子、石原裕也
- SPECIAL THANKS：永尾和樹、前山匡洋、関根恵二、伊藤成人
- アソシエイトプロデューサー：松澤潤、高砂佳典、末永剛章
- デスク：野中優、門田理沙、船木久子、尾下遥香
- AP：遠藤充子、内田久美子
- アーカイブ事務局：石井佳一、古賀弦、新田彩希
- AD：伊藤暁、川口哲矢、本吉拓也、志村翔平、久岡佳樹、村田充範
- ディレクター：三浦信一、小倉大輔、高橋寛之、吉田康生、大槻圭介、森田俊介、高橋弘樹、藤枝彰、田中晋也、福本俊二、高橋一馬
- 演出：株木亘、柴幸伸
- プロデューサー：牛原隆一、伊藤隆行、宮川幸二、清水俊雄、中村肇、橋本孔一、石田昌浩、近藤岳志
- チーフプロデューサー：只野研治
- 制作協力：BEE BRAIN、ジーヤマ、TVBOX、厨子王
- 製作著作：テレビ東京

## 関連文献
- TV Bros. 2014年3月1日号 特集「テレ東の独特すぎる50年」

## 関連番組
- テレビ東京"50人の証言"
- テレビ東京52年分の映像大放出!モヤモヤ映像廃棄センター〜こんなVTR新社屋に持って行けません〜
- ありえへん∞世界 - 2020年1月14日の2時間SPで、開局55周年を記念して「ありえへん超貴重映像祭り」を放送[6]。